# Catedral de la Resurrección de Cristo (Sumy)
La catedral de la Resurrección de Cristo (en ucraniano: Воскресенський собор) es un catedral ortodoxa ucraniana que se sitúa en Sumy, en el óblast de Sumy de Ucrania. El templo es una de las sedes de la eparquía de Sumy y Ojtirka y se trata de un ejemplo notable de arquitectura de estilo barroco ucraniano del siglo XVIII.   

## Geografía
La catedral está ubicada en la calle Maidan Nezalezhnosti 19 de Sumy, en el óblast de Sumy.   

## Historia
La catedral fue construida a finales del siglo XVII y principios del siglo XVIII a expensas de los primeros coroneles de Sumy, Gerasim y Andri Kondratiev. La consagración del templo tuvo lugar en 1702, fecha que tradicionalmente se considera el año de construcción de la iglesia, siendo la primera de todo Sumy y lugar de entierro de la familia Kondratiev. Durante algún tiempo también cumplió funciones defensivas, habituales en las iglesias de la época en Ucrania, hasta finales de siglo.
En la época soviética se utilizaba como almacén de producción del Oblpostach. Posteriormente, en las instalaciones de la iglesia estuvo durante mucho tiempo la sección de artes decorativas y aplicadas del museo de Arte de Sumy. En los años 70 se llevaron a cabo importantes trabajos de restauración en la catedral.
Después de la independencia de Ucrania, la catedral de la Resurrección fue la única iglesia entregada a la comunidad religiosa de Iglesia ortodoxa de Ucrania.

## Arquitectura
La catedral consta de tres naves en las que se combinan armoniosamente técnicas tradicionales y características de la arquitectura ucraniana de madera y piedra. Consta de dos niveles: el templo inferior, cálido o de "invierno", fue consagrado en nombre de San Andrés y el superior, en nombre de la Resurrección de Cristo. La iglesia no era sólo un templo religioso, sino también una estructura defensiva, como lo demuestran los muros extremadamente gruesos (su espesor alcanza 1,5 m) y las ventanas profundamente talladas. La crípta tenía pasajes subterráneos al río Psel.
El campanario actual fue construido en 1906 en estilo neobarroco.

## Galería

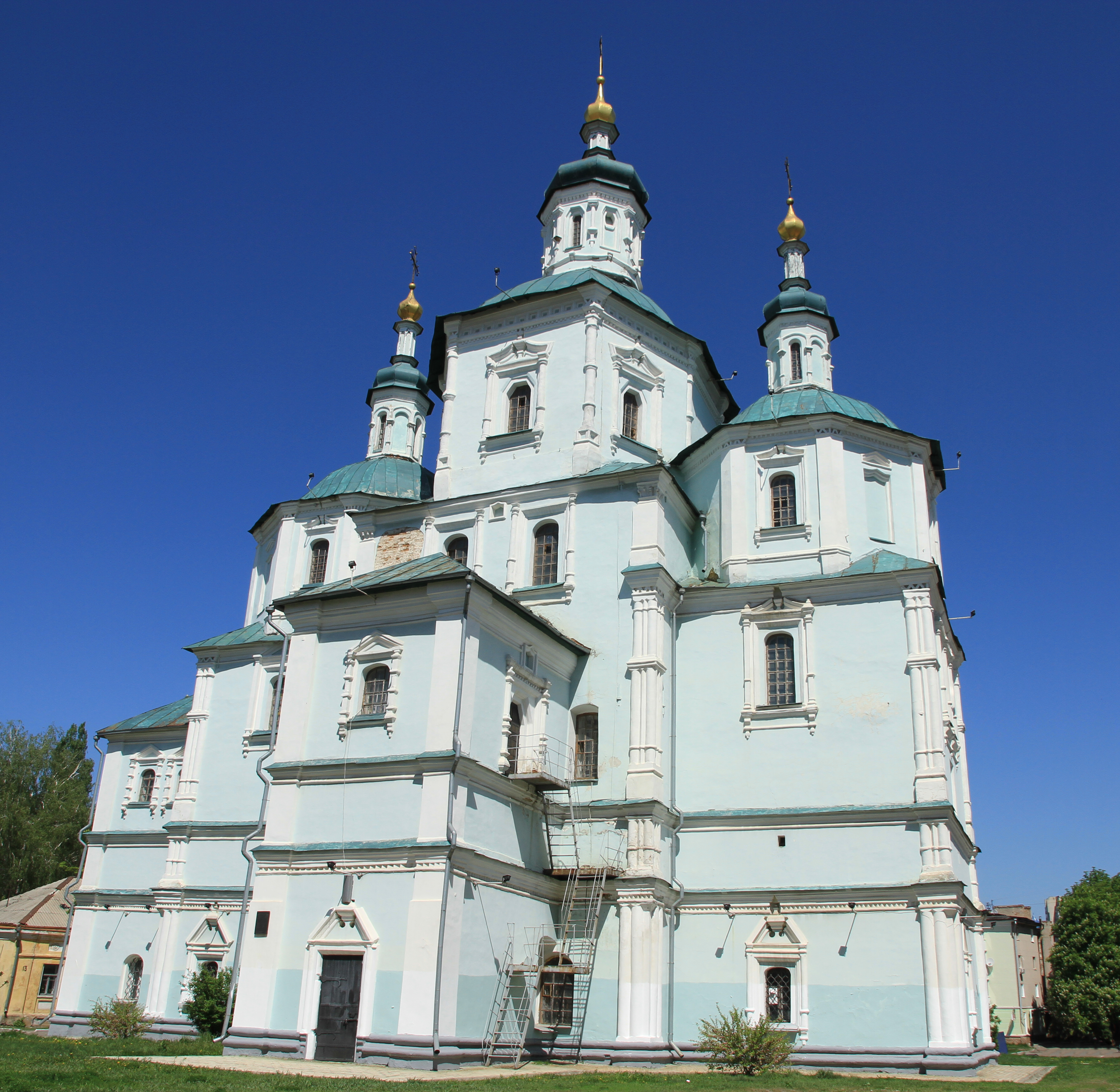
Vista de la catedral
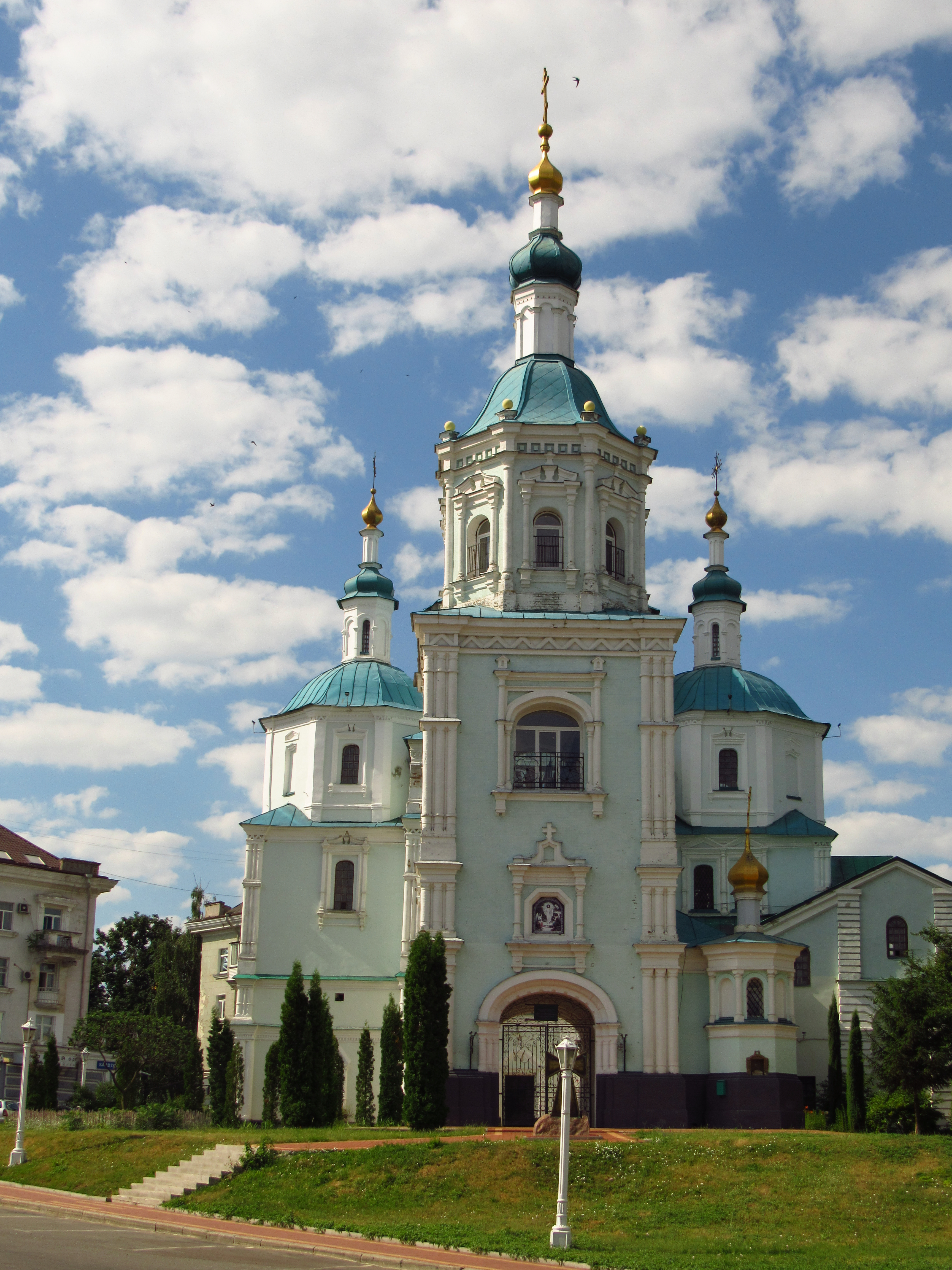
Campanario
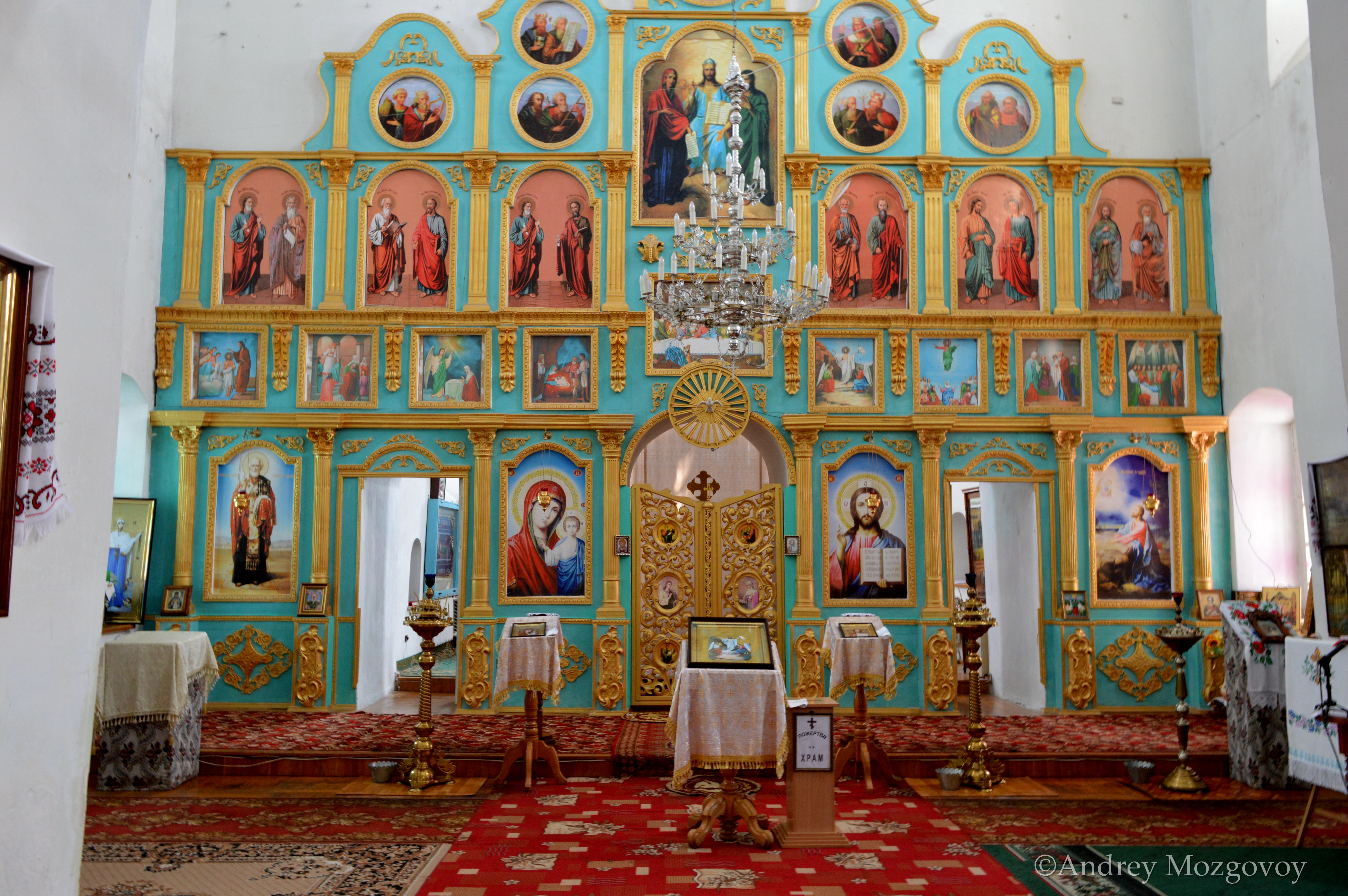
Iconostasio de la catedral
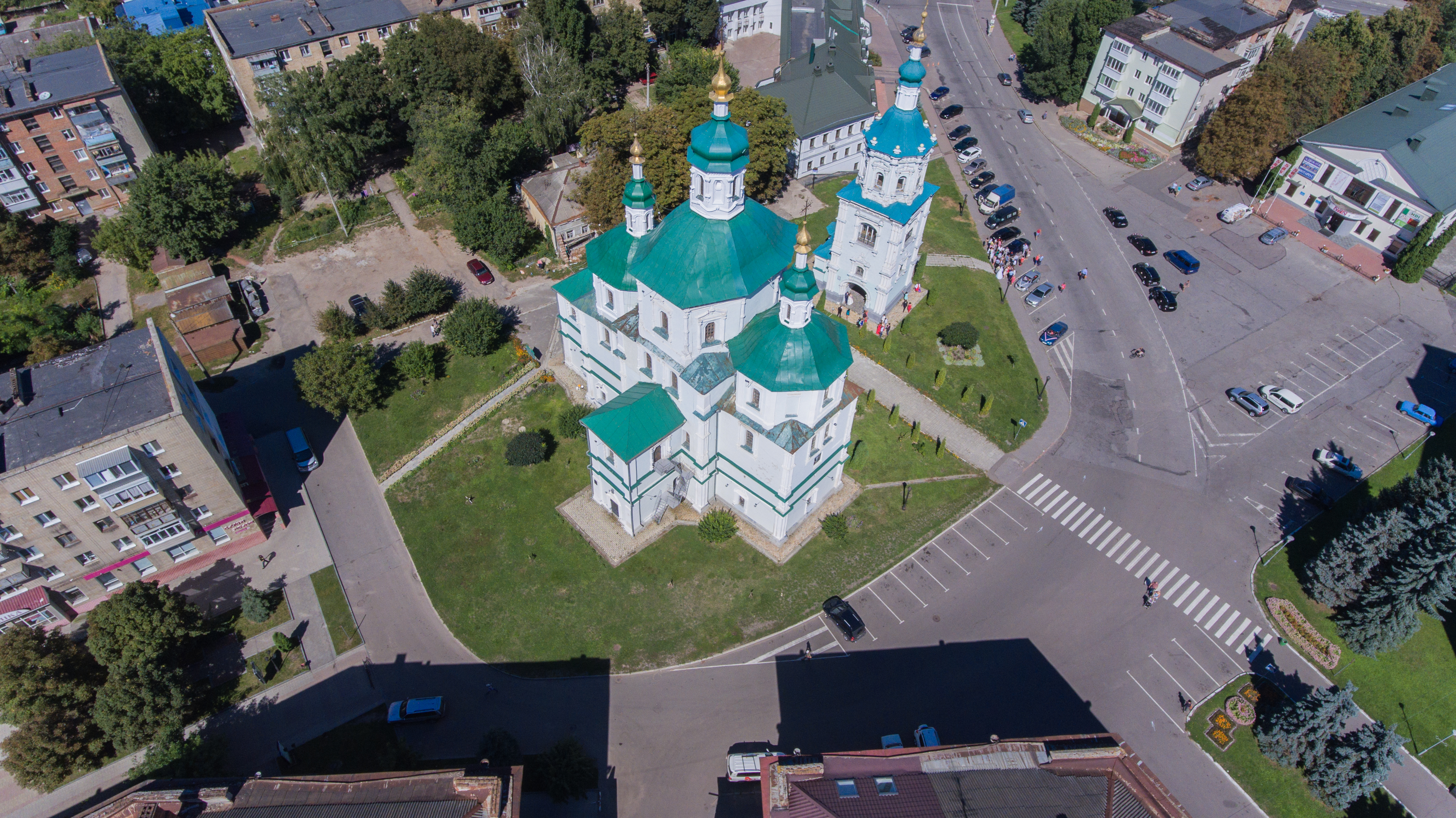
Vista aérea